# Phase A15

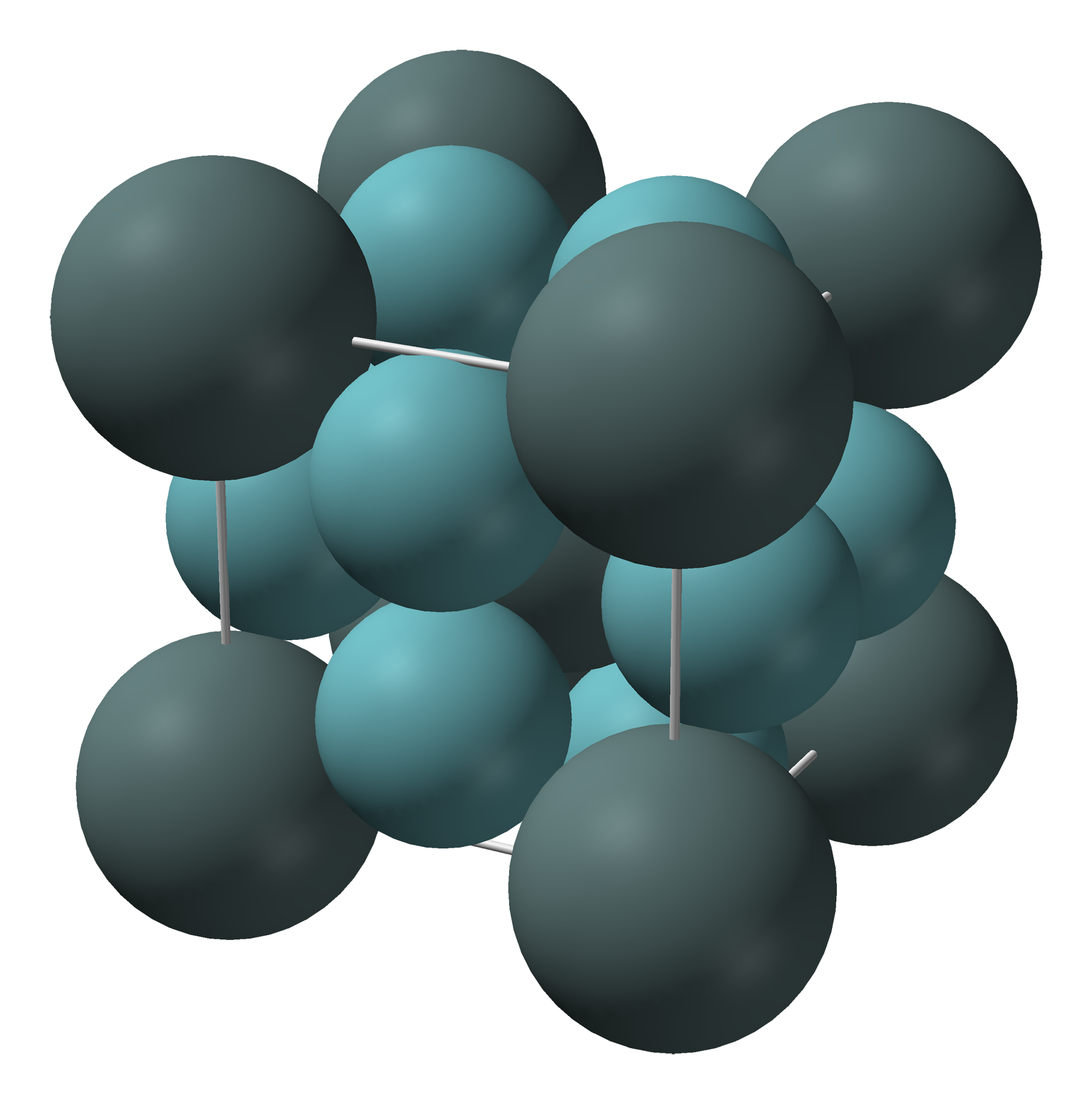
__ Niobium __ ÉtainStructure cristalline de la phase A15 du niobium-étain.

Une phase A15, parfois appelée structure de type Cr3Si, est ou bien un polymorphe du tungstène (en l'occurrence le β-W), ou bien un composé intermétallique de formule chimique A3B, dans laquelle A désigne un métal de transition (typiquement Ti, V, Cr ; Zr, Nb, Mo ; Ta, W) et B un élément du groupe principal (Al, Si, P ; Ga, Ge, As ; In, Sn, Sb ; Pb, Bi), et défini par une structure cristalline particulière. La plupart de ces matériaux sont des supraconducteurs aux alentours de 20 K, soit −253 °C, ce qui est déjà relativement élevé pour un supraconducteur de ce type, mais ont en plus la capacité de conserver leur phase supraconductrice en présence d'un champ magnétique dépassant la dizaine de teslas ; la température critique la plus élevée connue pour une phase A15 est celle du niobium-germanium Nb3Ge, qui atteint 23,2 K.
Ces supraconducteurs de type II font l'objet de nombreuses recherches et ont plusieurs applications pratiques, notamment dans l'imagerie par résonance magnétique, où ces matériaux ont supplanté les supraconducteurs à haute température précédemment connus ; en 2015, on en connaissait plus d'une soixantaine de composés binaires. Le plus important d'entre eux est le niobium-étain Nb3Sn car c'est le seul intermétallique A15 pour lequel des procédés de fabrication relativement bon marché ont pu être développés. Le plus ancien mode de production de fils de Nb3Sn a ainsi procédé par chauffage de fils de niobium dans de l'étain liquide.
Toutes les phases A15 présentent une structure cristalline particulière, dite structure β-W du tungstène, qui appartient au système cristallin cubique et au groupe d'espace Pm3n (no 223). Ces phases sont particulièrement fragiles, et ces matériaux cassent facilement si on tente de les déformer plastiquement, de sorte que les méthodes conventionnelles d'étirage de fils ne sont pas applicable dans leur cas. La coulée de phase fondue n'est pas non plus praticable, de sorte qu'on produit généralement les fils de niobium-étain Nb3Sn à partir d'une forme pulvérulente dans un tube. La difficulté pratique de produire des fils utilisables en matériau A15 assurait encore une part de marché importante au niobium-titane NbTi à la fin du siècle dernier. Les phases A15 peuvent être thermiquement stables et même ultraréfractaires, avec un point de fusion de 2 060 °C pour la phase Nb3Al et de 2 025 °C pour Mo3Si, qui forme un péritectique ; en revanche, Nb3Sn adopte le système cristallin tétragonal dès qu'il passe au-dessus de 43 K.